# Euragallia striata
Euragallia striata är en insektsart som beskrevs av Rauno E. Linnavuori 1968. Euragallia striata ingår i släktet Euragallia och familjen dvärgstritar. Inga underarter finns listade i Catalogue of Life.